# Olympische Winterspiele 2022/Teilnehmer (Brasilien)
| Gelbes Symbol für Goldmedaillen mit stilisierten Olympischen Ringen | Graues Symbol für Silbermedaillen mit stilisierten Olympischen Ringen | Braundes Symbol für Bronzemedaillen mit stilisierten Olympischen Ringen |
| ------------------------------------------------------------------- | --------------------------------------------------------------------- | ----------------------------------------------------------------------- |
| —                                                                   | —                                                                     | —                                                                       |

Brasilien nahm an den Olympischen Winterspielen 2022 in Peking mit zehn Athleten, davon sechs Männer und vier Frauen, teil. Es war die neunte Teilnahme des Landes an Olympischen Winterspielen.

## Teilnehmer nach Sportarten

### Bob
| Athleten                                                          | Wettbewerb | Lauf 1      | Lauf 1 | Lauf 2      | Lauf 2 | Lauf 3      | Lauf 3 | Lauf 4        | Lauf 4        | Gesamt      | Gesamt |
| Athleten                                                          | Wettbewerb | Zeit        | Rang   | Zeit        | Rang   | Zeit        | Rang   | Zeit          | Rang          | Zeit        | Rang   |
| ----------------------------------------------------------------- | ---------- | ----------- | ------ | ----------- | ------ | ----------- | ------ | ------------- | ------------- | ----------- | ------ |
| Männer                                                            |            |             |        |             |        |             |        |               |               |             |        |
| Edson Bindilatti Edson Martins                                    | Zweierbob  | 1:01,11 min | 29     | 1:01,36 min | 29     | 1:01,34 min | 29     | ausgeschieden | ausgeschieden | 3:03,81 min | 29     |
| Edson Bindilatti Erick Gilson Edson Martins Rafael Souza de Silva | Viererbob  | 59,49 s     | 20     | 59,60 s     | 16     | 59,78 s     | 23     | 59,61 s       | 16            | 3:58,48 min | 20     |

### Freestyle-Skiing
| Athleten     | Wettbewerbe | Qualifikation | Qualifikation | Qualifikation | Qualifikation | Finale        | Finale        | Finale        | Finale        | Finale        | Finale        | Rang |
| Athleten     | Wettbewerbe | Runde 1       | Runde 1       | Runde 2       | Runde 2       | Runde 1       | Runde 1       | Runde 2       | Runde 2       | Runde 3       | Runde 3       | Rang |
| Athleten     | Wettbewerbe | Punkte        | Rang          | Punkte        | Rang          | Punkte        | Rang          | Punkte        | Rang          | Punkte        | Rang          | Rang |
| ------------ | ----------- | ------------- | ------------- | ------------- | ------------- | ------------- | ------------- | ------------- | ------------- | ------------- | ------------- | ---- |
| Frauen       |             |               |               |               |               |               |               |               |               |               |               |      |
| Sabrina Cass | Buckelpiste | 62,20         | 21            | 62,12         | 16            | ausgeschieden | ausgeschieden | ausgeschieden | ausgeschieden | ausgeschieden | ausgeschieden | 26   |

### Skeleton
| Athlet                | Wettbewerbe | Lauf 1      | Lauf 1 | Lauf 2      | Lauf 2 | Lauf 3      | Lauf 3 | Lauf 4      | Lauf 4 | Gesamt      | Gesamt |
| Athlet                | Wettbewerbe | Zeit        | Rang   | Zeit        | Rang   | Zeit        | Rang   | Zeit        | Rang   | Zeit        | Rang   |
| --------------------- | ----------- | ----------- | ------ | ----------- | ------ | ----------- | ------ | ----------- | ------ | ----------- | ------ |
| Frauen                |             |             |        |             |        |             |        |             |        |             |        |
| Nicole Rocha Silveira | Einzel      | 1:02,58 min | 12     | 1:02,95 min | 13     | 1:02,55 min | 17     | 1:02,40 min | 13     | 4:10,48 min | 13     |

### Ski Alpin
| Athleten      | Wettbewerbe  | 1. Lauf | 1. Lauf | 2. Lauf       | 2. Lauf       | Gesamt        | Gesamt        |
| Athleten      | Wettbewerbe  | Zeit    | Rang    | Zeit          | Rang          | Zeit          | Rang          |
| ------------- | ------------ | ------- | ------- | ------------- | ------------- | ------------- | ------------- |
| Männer        |              |         |         |               |               |               |               |
| Michel Macedo | Riesenslalom | DNS     | DNS     | ausgeschieden | ausgeschieden | ausgeschieden | ausgeschieden |
| Michel Macedo | Slalom       | 59,88 s | 37      | DNF           | DNF           | ausgeschieden | ausgeschieden |

### Skilanglauf
| Athleten         | Wettbewerbe       | Zeit        | Rang |
| ---------------- | ----------------- | ----------- | ---- |
| Frauen           |                   |             |      |
| Jaqueline Mourão | 10 km Klassisch   | 36:14,6 min | 82   |
| Eduarda Ribera   | 10 km Klassisch   | 38:58,7 min | 90   |
| Männer           |                   |             |      |
| Manex Silva      | 15 km Klassisch   | 50:35,1 min | 90   |
| Manex Silva      | 30 km Skiathlon   | LAP         | 67   |
| Manex Silva      | 50 km Freier Stil | 1:33:11,8 h | 58   |

| Athleten                        | Wettbewerbe | Qualifikation | Qualifikation | Viertelfinale | Viertelfinale | Halbfinale    | Halbfinale    | Finale        | Finale        | Rang          |
| Athleten                        | Wettbewerbe | Zeit          | Rang          | Zeit          | Rang          | Zeit          | Rang          | Zeit          | Rang          | Rang          |
| ------------------------------- | ----------- | ------------- | ------------- | ------------- | ------------- | ------------- | ------------- | ------------- | ------------- | ------------- |
| Frauen                          |             |               |               |               |               |               |               |               |               |               |
| Jaqueline Mourão                | Einzel      | 4:05,60 min   | 84            | ausgeschieden | ausgeschieden | ausgeschieden | ausgeschieden | ausgeschieden | ausgeschieden | ausgeschieden |
| Eduarda Ribera                  | Einzel      | 4:14,53 min   | 88            | ausgeschieden | ausgeschieden | ausgeschieden | ausgeschieden | ausgeschieden | ausgeschieden | ausgeschieden |
| Jaqueline Mourão Eduarda Ribera | Team-Sprint | —             | —             | —             | —             | LAP           | 12            | ausgeschieden | ausgeschieden | 23            |
| Männer                          |             |               |               |               |               |               |               |               |               |               |
| Manex Silva                     | Einzel      | 3:08,64 min   | 71            | ausgeschieden | ausgeschieden | ausgeschieden | ausgeschieden | ausgeschieden | ausgeschieden | ausgeschieden |